# Rancho Grande
För andra betydelser, se Rancho Grande (olika betydelser).
Rancho Grande är en kommun (municipio) i Nicaragua med 33 646 invånare (2012). Den ligger nordväst om Matagalpa i den centrala delen av landet, i departementet Matagalpa. Rancho Grande är en bergig jordbruksbygd med kaffe och kakao produktion.

## Geografi
Rancho Grande gränsar till kommunerna El Cuá i norr, Waslala i öster, Río Blanco och Matiguás i söder samt El Tuma - La Dalia i väster. Kommunens största samhälle är centralorten Rancho Grande med 1 648 invånare (2005).

## Natur
I Yaoska, i kommunens östra del, finns det flera vattenfall.

## Historia
Rancho Grande blev 1989 en självständig kommun.

## Näringsliv
Rancho Grande är en jordbruksbygd med omfattande kaffe och kakaoodlingar. Kommunen har också en småskalig industri i form av osttillverkning och snickeri.

## Religion
Kommunens festdag är den 13 maj till minne av Vår Fru av Fátima.